# İsalı
İsalı è un comune dell'Azerbaigian situato nel distretto di Gədəbəy. Conta una popolazione di 1 073 abitanti.